# Giuseppe Crespi
Giuseppe Maria Crespi (14. března 1665 – 16. července 1747) byl italský pozdně barokní malíř boloňské školy. Tvořil i náboženské obrazy a portréty, ale nyní je nejznámější svými žánrovými malbami.

## Život
Crespi se narodil v Bologni Girolamovi Crespimu a Isabelle Cospiové. Jeho matka byla vzdáleně příbuzná šlechtické rodině Cospiů, která měla vazby na florentský rod Medicejů. Crespimu se přezdívalo Lo Spagnuolo, „Španěl“, kvůli jeho zvyku nosit těsné oblečení charakteristické pro španělskou módu té doby. Ve věku 12 let se Crespi učil u Angela Michela Toniho (1640–1708). Ve věku 15–18 let pracoval pod boloňským mistrem Domenicem Marií Canutim. Když byl římský malíř Carlo Maratti na návštěvě Bologny, pozval prý Crespiho, aby šel pracovat do Říma, ale Crespi to odmítl. Marattiho boloňský přítel Carlo Cignani roku 1681 nebo 1682 pozval Crespiho, aby šel do jeho ateliéru Accademia del Nudo studovat kresbu, a v tomto ateliéru Crespi zůstal až do roku 1686, kdy se Cignani přestěhoval do Forlì a jeho ateliér převzal nejvýznamnější Canutiho žák Giovanni Antonio Burrini. Od této doby Crespi pracoval nezávisle na jiných umělcích.
Crespiho hlavní životopisec Giampietro Zanotti o Crespim řekl: „Už nikdy nedychtil po penězích a tvořil příběhy a rozmarné scény, které mu přicházely na mysl. Velmi často také maloval běžné věci, představující nejnižší povolání, a lidi, kteří se jako chudí musí živit službou bohatým občanům.“ Tak žil i samotný Crespi, když zahájil kariéru dodavatele uměleckých děl bohatým mecenášům. Od 90. let 16. století tvořil různé oltářní obrazy, včetně Pokušení svatého Antonína na objednávku hraběte Carla Cesare Malvasia, nyní v boloňském kostele San Nicolò degli Albari.

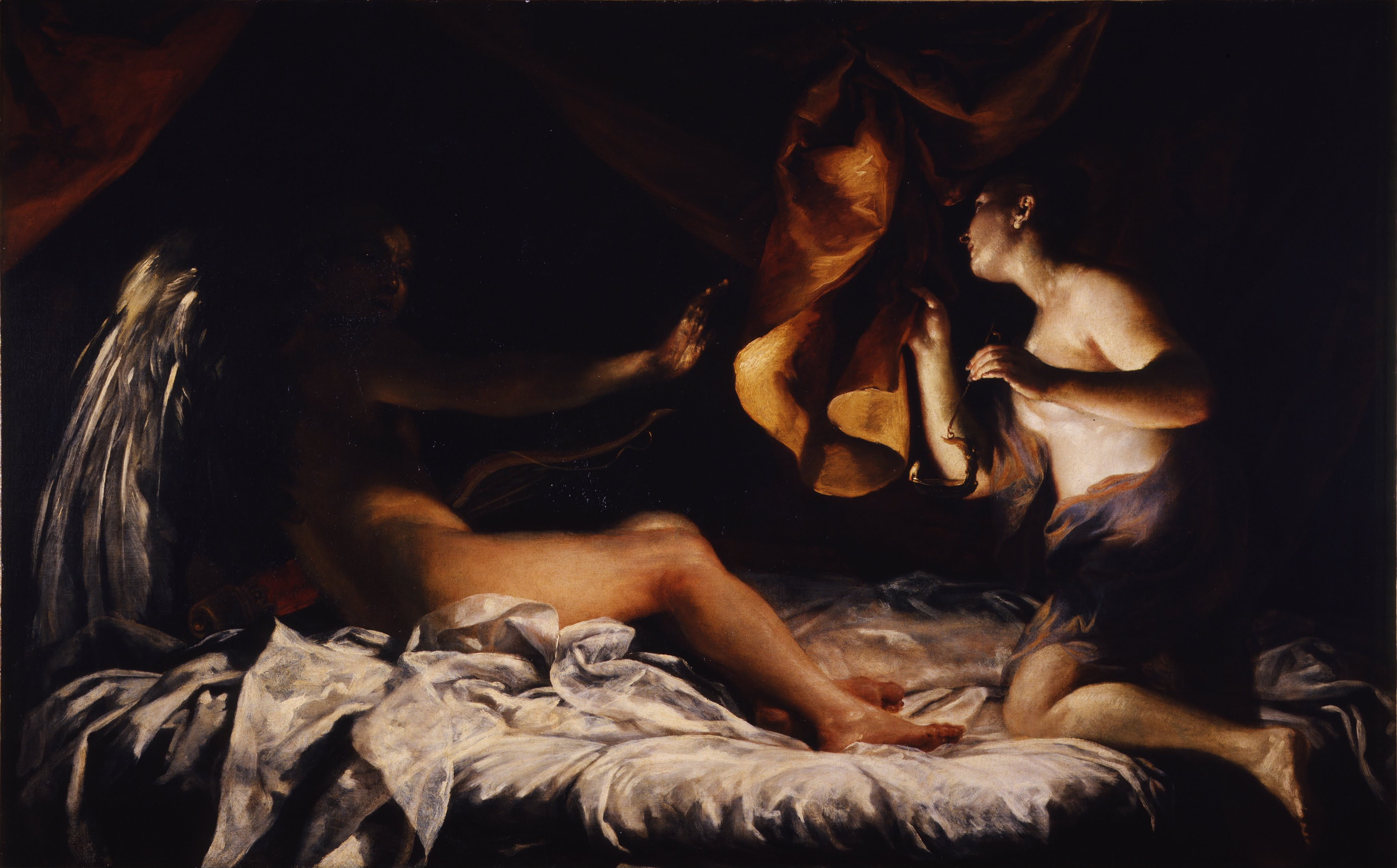
Amor a Psyche

Crespi cestoval do Benátek, ale překvapivě nikdy do Říma. Obtížen svým velkým plátnem Masakr neviňátek a s doporučujícím dopisem od hraběte Vincenza Rannuziho Cospiho Crespi v roce 1708 uprchnul uprostřed noci do Florencie a získal patronát velkovévody Ferdinanda I. Medicejského. Byl nucen utéci z Boloně, protože zmíněné plátno bylo určeno pro vévodu, ale pro sebe si ho nárokoval místní kněz don Carlo Silva. Události kolem této epizody se staly zdrojem mnoha soudních sporů, ve kterých Crespi, přinejmenším na příštích pět let, našel ve vévodovi spolehlivého ochránce.
Eklektický umělec Crespi byl dobrým malířem portrétů a brilantním karikaturistou. Také tvořil známé lepty v duchu Rembrandta a Salvatora Rosy. Dalo by se říci, že namaloval mnoho mistrovských děl v různých stylech. Jen fresek vytvořil málo, zčásti proto, že odmítal malovat pro kvadraturisty, a také proto, že jeho styl nejspíš neodpovídal požadavkům média, které se často používá pro velkolepou scénografii.
Nebyl uznáván všeobecně; Lanzi cituje Mengsův nářek na tím, že boloňská škola končí vrtošivým Crespim. Lanzi sám popisuje Crespiho tak, že dovolil své „snaze o novoty, aby zavedla jeho genialitu na scestí“. Konstatoval pak, že Crespi používá karikaturu i v biblických či hrdinských námětech, příliš shlukuje své postavy, „upadá do manýrismu“ a maluje příliš málo barvami a málo tahy štětcem, „skutečně vybaven úsudkem, ale příliš povrchní a bez tělesné síly“.

## Sedmero svátostí
Crespiho slavná řada pláten Sedmero svátostí byla namalována kolem roku 1712 a nyní visí v Galerii starých mistrů v Drážďanech. Byla určena pro kardinála Pietra Ottoboniho v Římě a po jeho smrti ji získal saský kurfiřt. Tato impozantní díla jsou namalována volnými tahy štětce, ale stále zachovávají střízlivou zbožnost. Neobsahují hieratické symboly, jako jsou světci a putti, ale používají k ilustraci svátostné činnosti běžný lid.
| Sedmero svátostí | Sedmero svátostí | Sedmero svátostí | Sedmero svátostí | Sedmero svátostí | Sedmero svátostí | Sedmero svátostí  |
| ---------------- | ---------------- | ---------------- | ---------------- | ---------------- | ---------------- | ----------------- |
|                  |                  |                  |                  |                  |                  |                   |
| Křest            | Biřmování        | Zpověď           | Přijímání        | Svěcení kněží    | Manželství       | Poslední pomazání |

## Žánrové malby

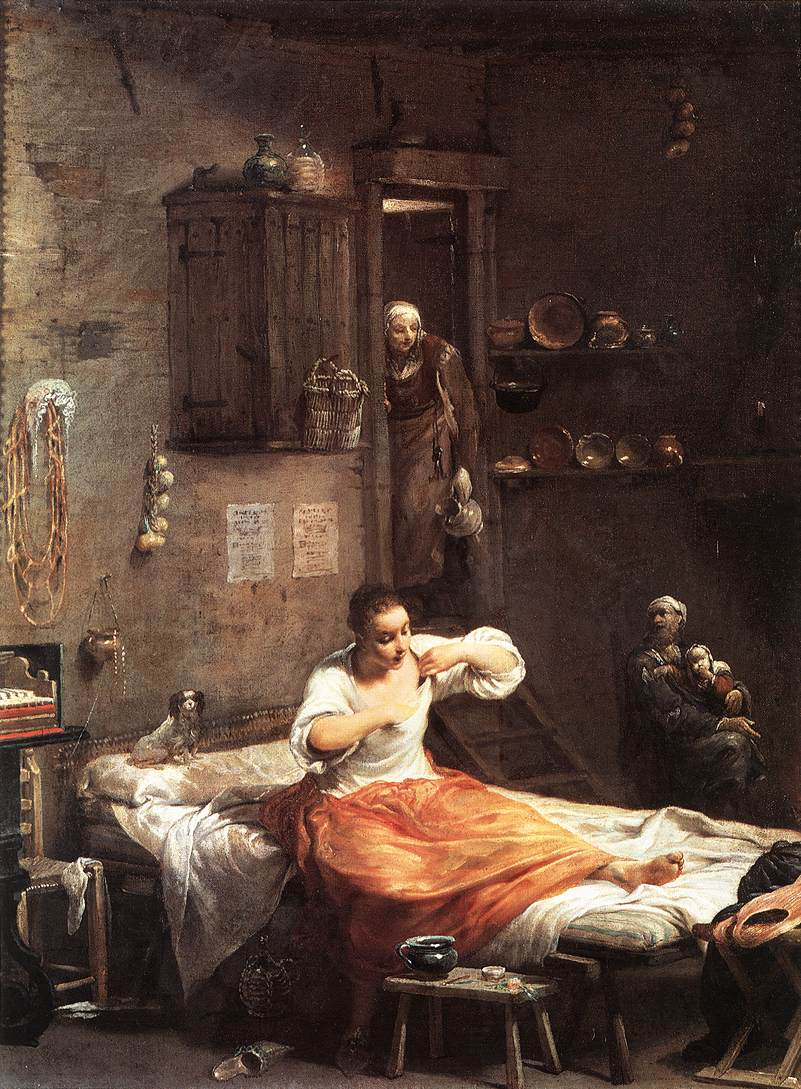
Hledání blech

Crespi je dnes nejznámější jako jeden z hlavních představitelů barokní žánrové malby v Itálii. Italové až do 17. století věnovali těmto tématům jen malou pozornost a soustředili se hlavně na velkolepější obrazy z oblasti náboženství, mytologie a historie a také na portréty mocných. Tím se lišili od severoevropských, konkrétně nizozemských malířů, kteří měli silnou tradici zobrazování každodenních činností. Byly výjimky: Boloňský barokní titán fresky Annibale Carracci maloval i pastorální krajiny a vyobrazení běžných řemeslníků, třeba řezníků. Ještě před ním se žánrové tvorbě věnovali Bartolomeo Passerotti  a cremoňan Vincenzo Campi. Také zde tvořili Bamboccianti, převážně holandští žánroví malíři působící v Římě. Pak na tuto tradici navázali také Piazzetta, Pietro Longhi, Giacomo Ceruti a Giandomenico Tiepolo.
Crespi namaloval mnoho kuchyňských scén  a další domácká témata. Obraz Hledání blech (1709–10) zobrazuje mladou ženu, která se připravuje ke spánku a hledá otravného škůdce na svém těle. Okolí je nevábné - jen poblíž je váza s několika květinami a na stěně visí levný náhrdelník s korálky - ale ji chrání něžná náruč světla. Není to botticelliovská krasavice, ale smrtelnice, a její pejsek čeká na loži.

V jiné žánrové scéně Crespi zachycuje hněv ženy na muže veřejně močícího na zeď, s pikareskní kočkou rovněž protestující proti mužově drzosti.

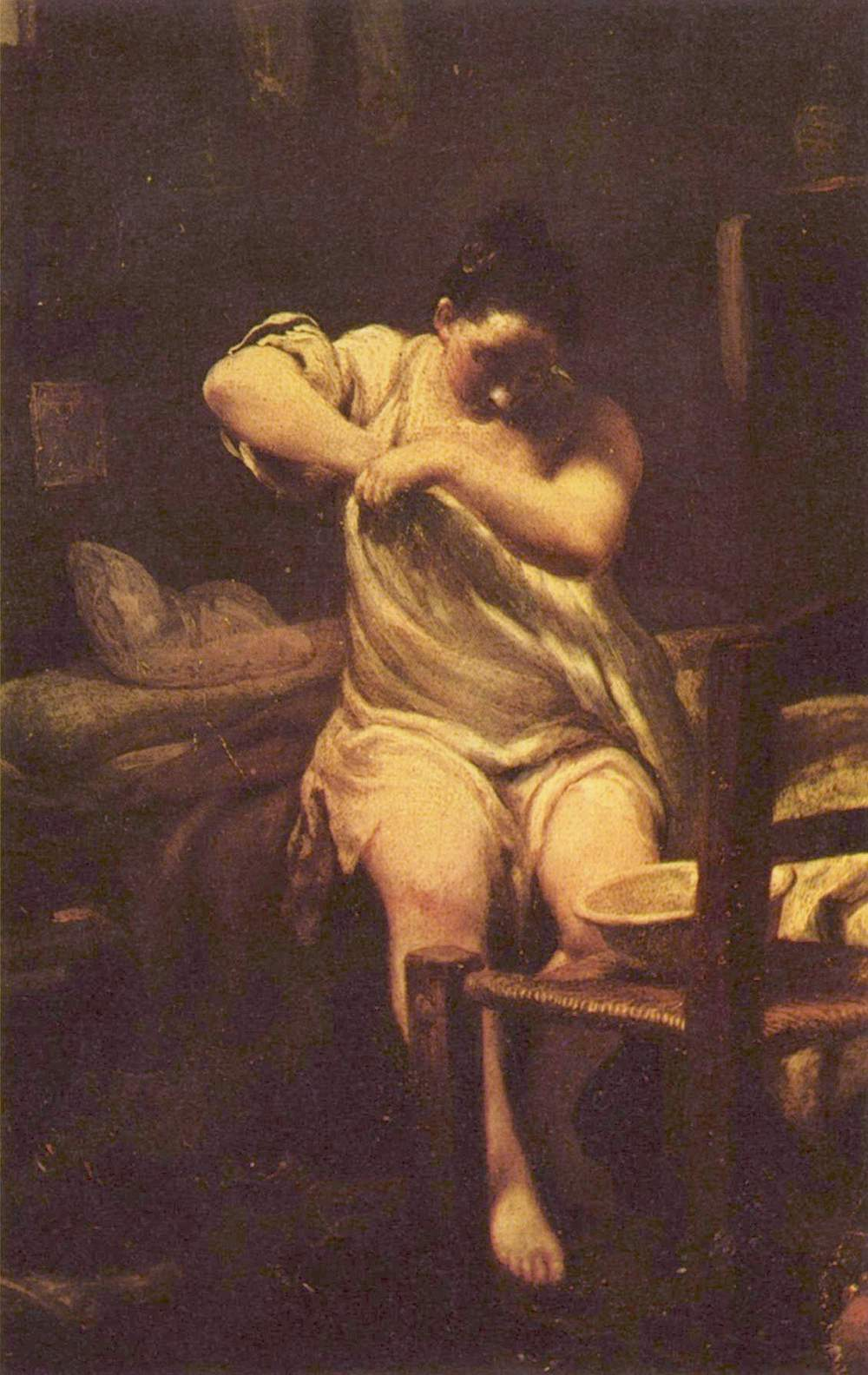
Hledání blech
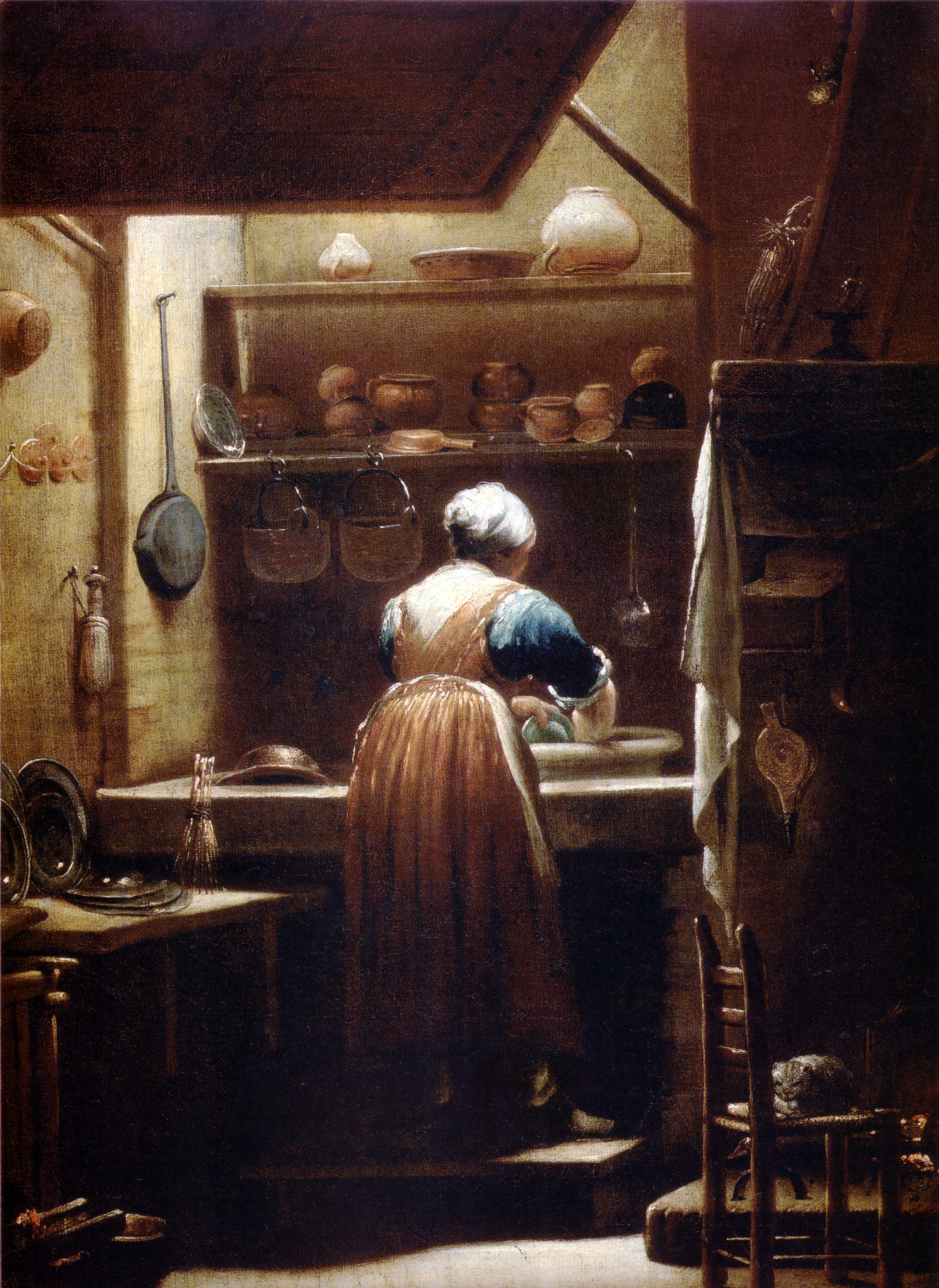
Kuchyňka
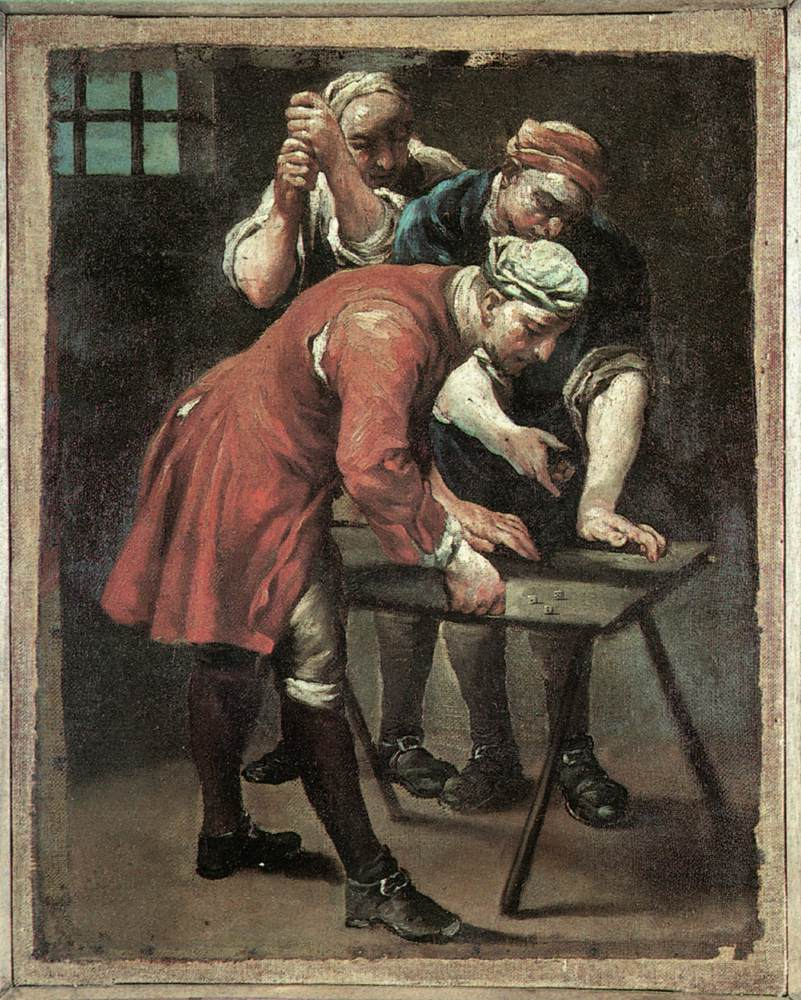
Hráči kostek
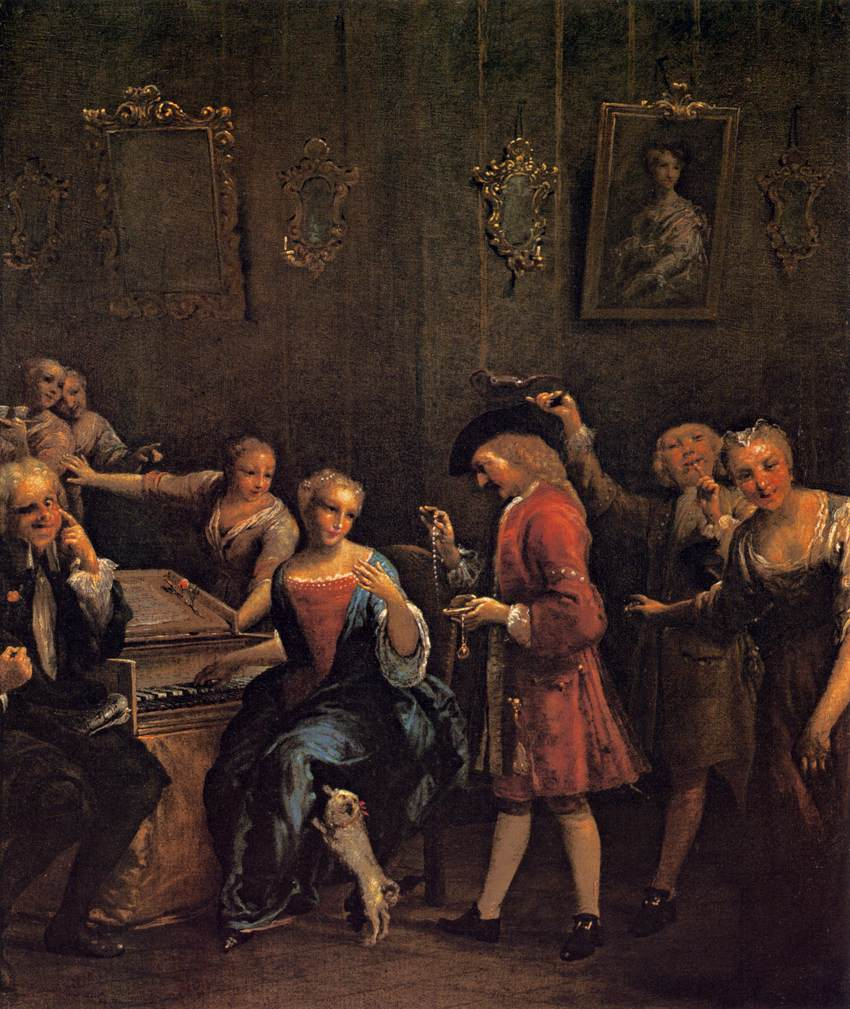
Zdvořilý zpěvák

## Pozdní práce a žáci
V duchu Crespiho eklekticismu je naturalistický Sv. Jan Nepomucký zpovídající švábskou královnu, namalovaný v pozdní fázi autorova života. Na tomto obraze toho hodně říkají částečně zastíněné tváře. Vzkříšení Krista je dramatickou kompozicí s dynamickou perspektivou, poněkud ovlivněné oltářním obrazem na stejné téma od Annibala Carracciho.
I když mnozí přišli pracovat do studia, které si Crespi založil po Cignaniho odchodu, málo z nich se proslavilo. Do jisté míry úspěšný byl Antonio Gionima. Dalšími Crespiho žáky byli Giovanni Francesco Braccioli, Giacomo Pavia, Giovanni Morini, Pier Guariente, Felice a jeho bratr Jacopo Giustiovi a Cristoforo Terzi. Možná také ovlivnil Giovanniho Domenica Ferrettiho. Třebaže benátský Giovanni Battista Piazzetta tvrdil, že studoval u Crespiho, doklady k tomu neexistují.
Dva z Crespiho synů, Antonio (1712–1781) a Luigi (1708–1779), se stali malíři. Podle jejich zprávy prý Crespi v pozdějších letech používal při zobrazování venkovních scén cameru obscuru. Po smrti své manželky se Crespi stal samotářem a kromě každodenní návštěvy mše zřídka opuštěl dům.

## Galerie

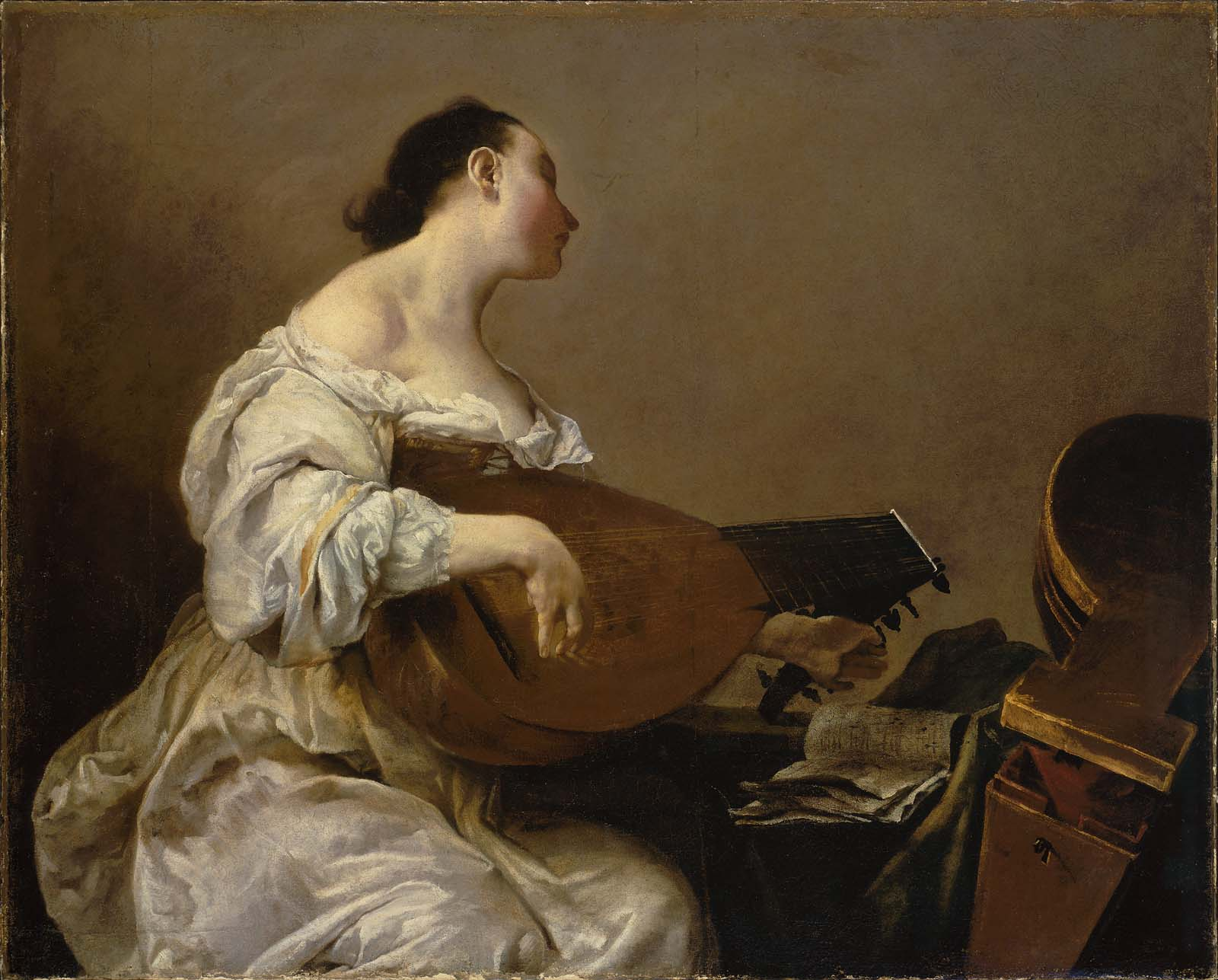
Žena ladící loutnu, asi 1700–05 (MFA, Boston)
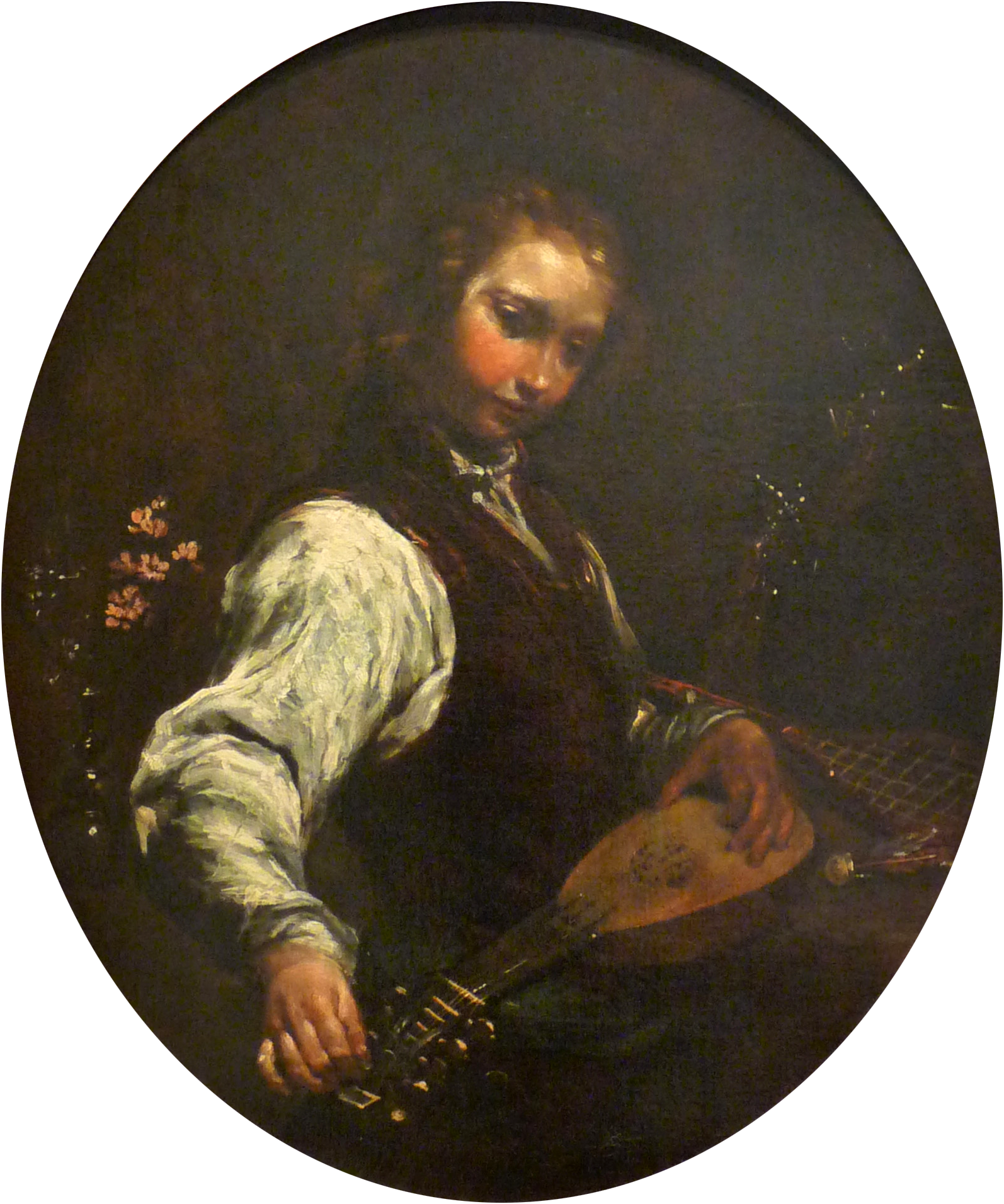
Žena s pandurinou, Štrasburské muzeum výtvarných umění
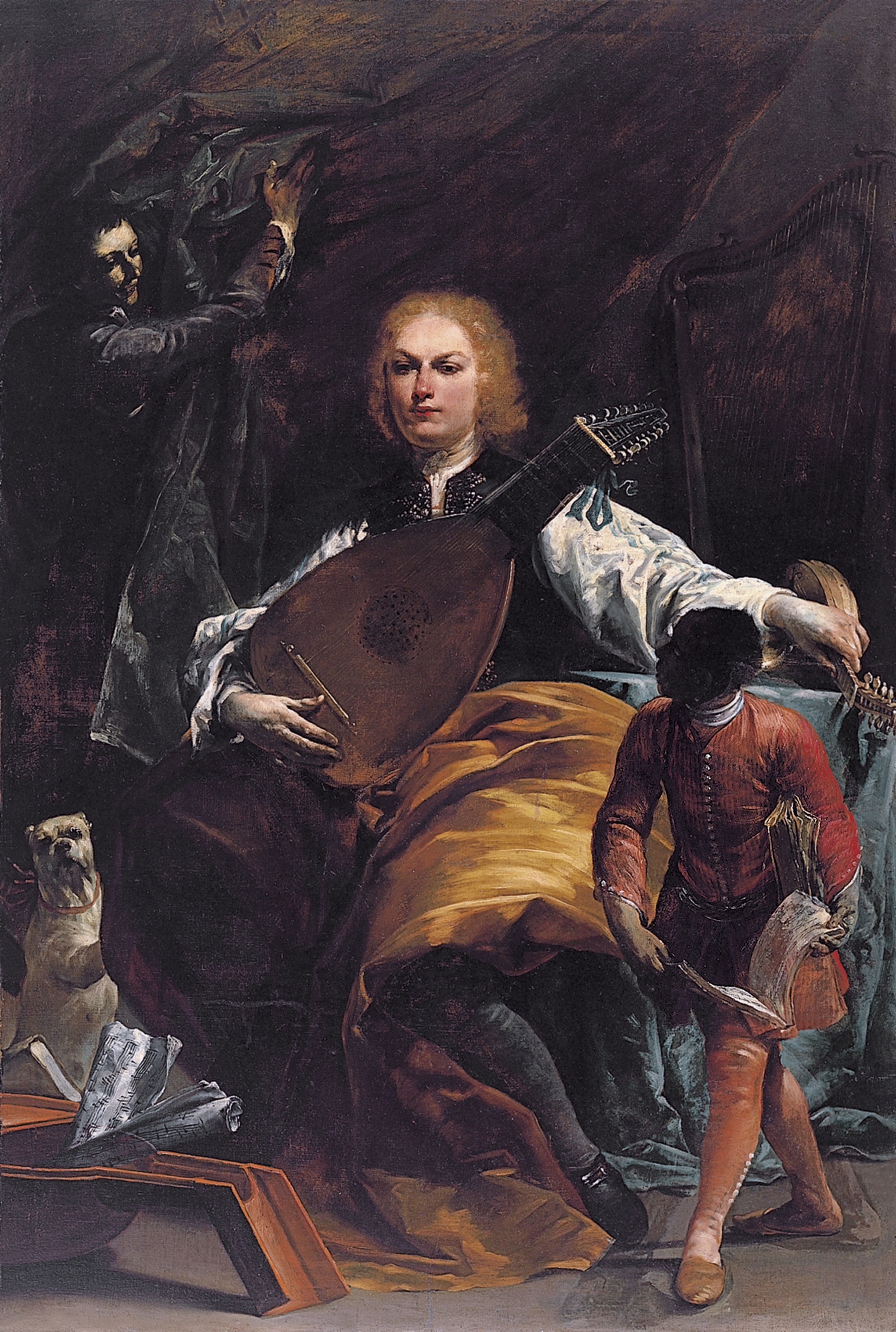
Hrabě Fulvio Grati, 1700-1720, Muzeum Thyssen-Bornemiszů
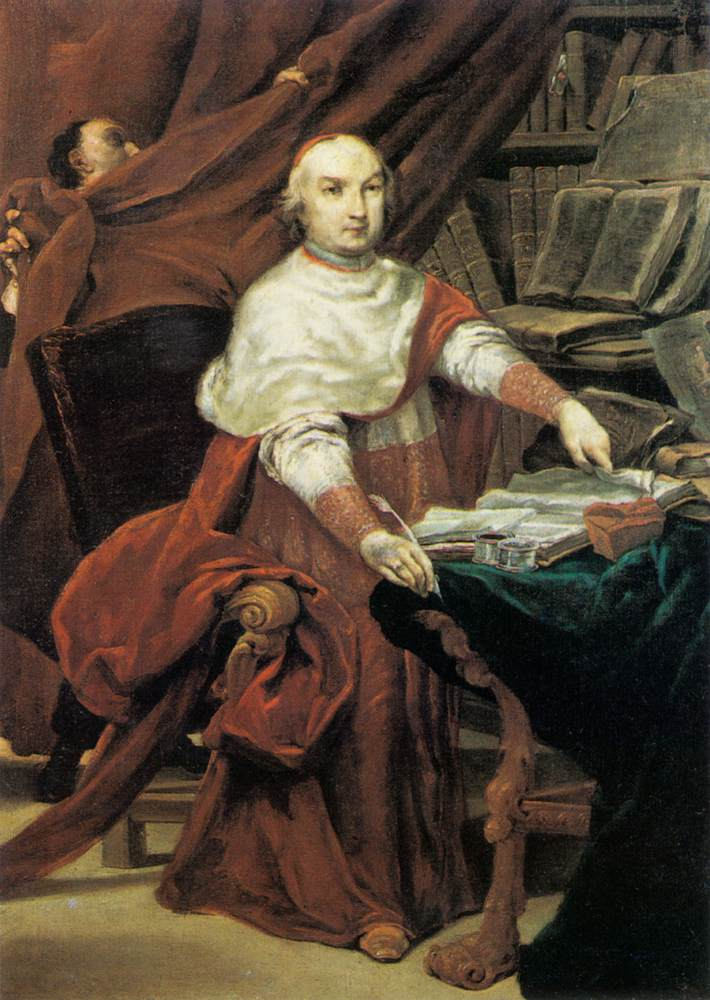
Kardinál Prospero Lambertini, 1740, Palazzo d'Accursio
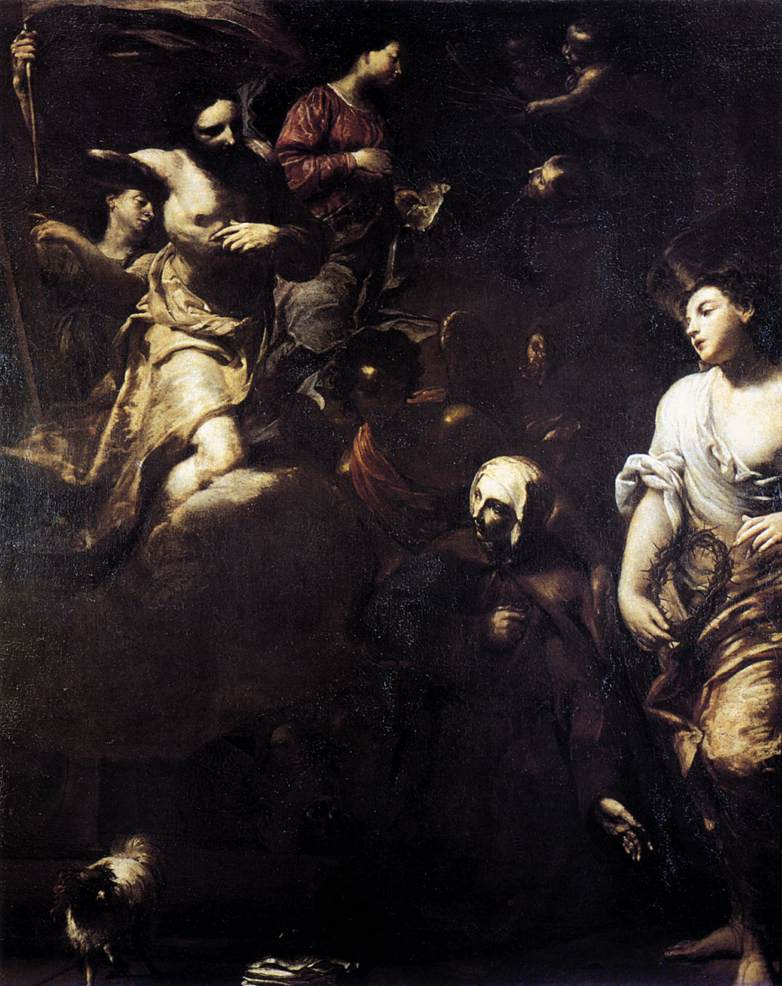
Extáze sv. Markéty Cortonské, 1701, Diecézní muzeum (Cortona)

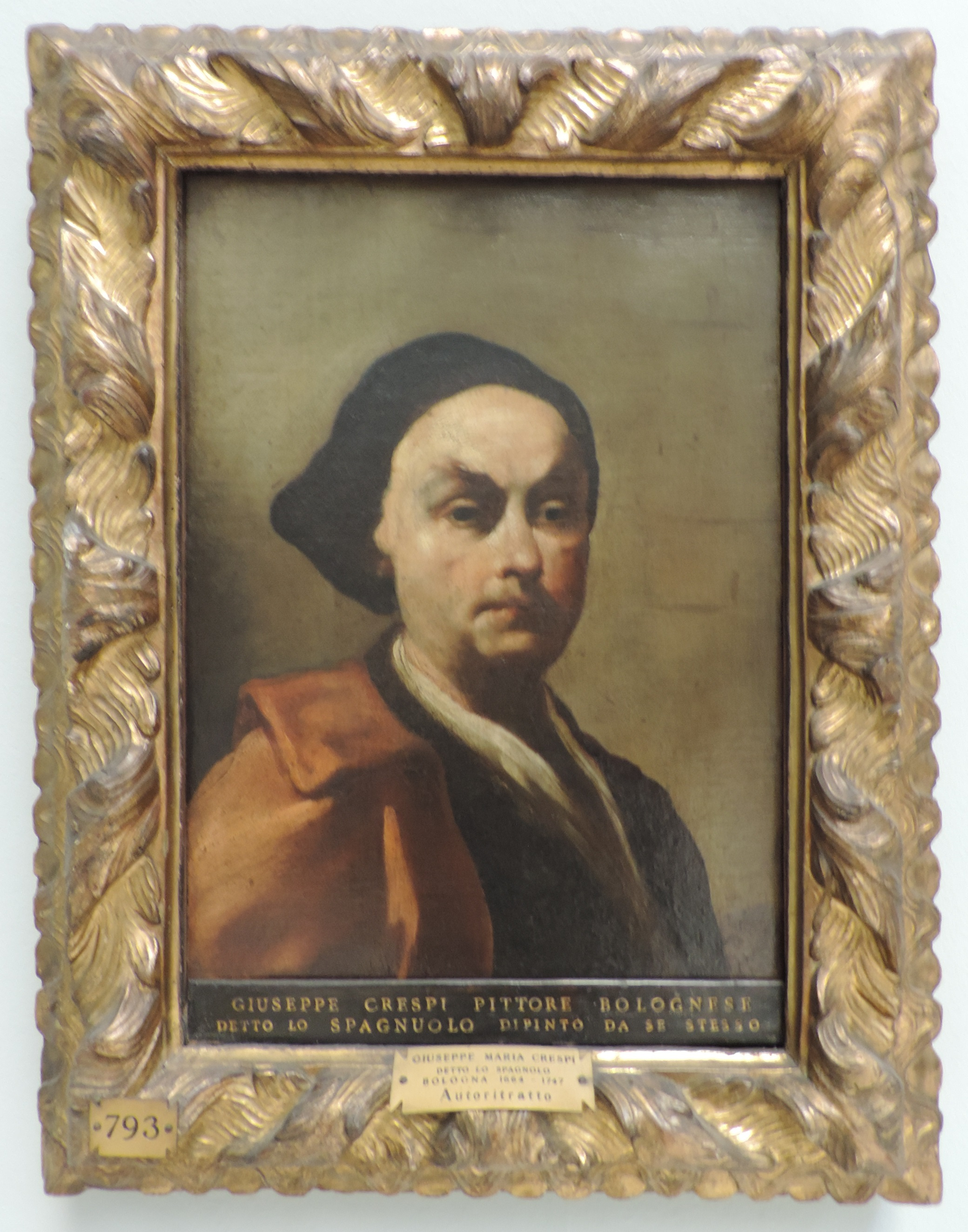
Autoportrét (1725-1730), Pinacoteca di Brera